# Tralee
Tralee (Trá Lí en irlandés) es la capital del condado de Kerry (Irlanda), situada al suroeste de la isla. Tenía 22 556 habitantes según el censo de 2006 y la fundaron los anglo-normandos en el siglo XII.
Se encuentra a unos 90 km al noroeste de la ciudad sureña de Cork. Es un centro turístico e industrial, unido al mar por medio de un canal. La ciudad está emplazada en la bahía de Tralee, con vistas al mar y las montañas que se extienden hacia el oeste.
Roger Casement (1864-1916), funcionario consular británico, fue capturado en 1916 en el fuerte de McKenna, un terraplén en la bahía de Tralee, cuando desembarcó allí después de haber intentado obtener ayuda de los alemanes para los nacionalistas irlandeses durante la Primera Guerra Mundial. Fue ejecutado por traición en Londres.
Toma su nombre del río Lee, que desemboca en la bahía de Tralee. La ciudad posee numerosos monumentos que constituyen el testigo de sus más de ocho siglos de historia, como el Kerry The Kingdom Museum, iglesia de Saint John, el Town Park y el Siamsa Tíre Theatre, donde se realizan importantes espectáculos de folclore irlandés. A finales de agosto, se celebra en la ciudad el "Rose of Tralee Festival", uno de los más importantes de Irlanda, en el cual participan jóvenes mujeres de las comunidades irlandesas de todo el mundo. 
El mayor atractivo de la ciudad es el County Kerry Museum, con un bonito parque temático, "Kerry, el reino" (Kerry the Kingdom). En Tralee también se encuentra el teatro folclórico "Siamsa Tire", nombrado en honor al mejor embajador de la cultura irlandesa. Durante el verano se celebran representaciones de danza y canciones populares.
A la salida de Tralee se halla el "Blennerville Windmill", el mayor molino del país que aún sigue en funcionamiento desde su construcción en 1800. Un pintoresco ferrocarril de vapor une Blennerville y Tralee.

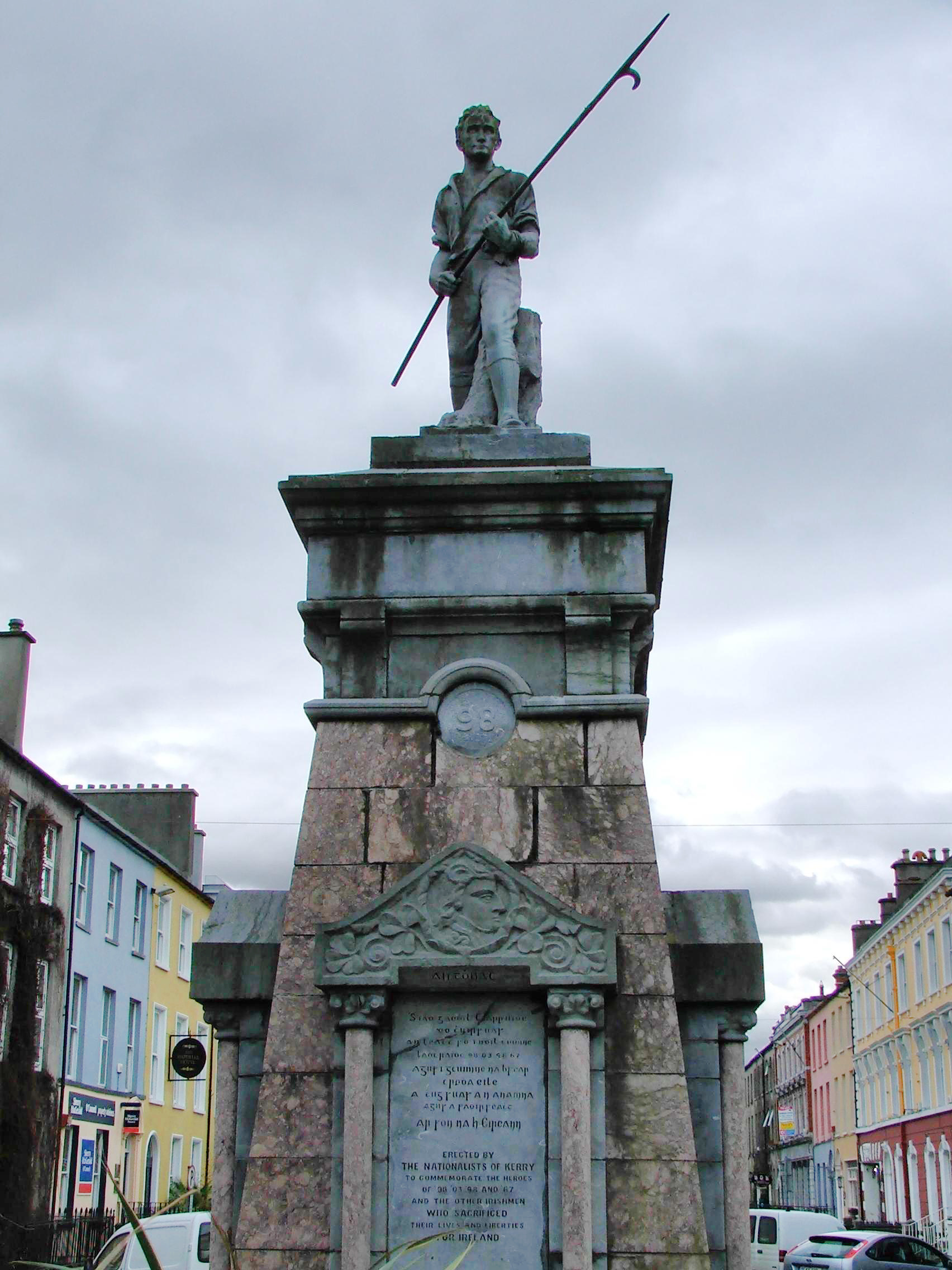
Croppy Boy, monumento de 1798.

Tralee además constituye la puerta de entrada a la península de Dingle, uno de los lugares más bellos de la isla, donde se rodó la película de 1970 La hija de Ryan.
A través de este rincón de Irlanda solían establecerse los principales cauces de comunicación con la Europa continental.
Al condado de Kerry se le conoce como el "Reino" por su tradición independentista y su rivalidad con los dublineses. Por otra parte, es la ciudad más hospitalaria de Irlanda, orgullosa de poseer en su región algunos de los paisajes más bellos y espectaculares del país.
A la ciudad se puede llegar en tren o autobús desde Cork o Dublín. Existe también un aeropuerto en el condado, el aeropuerto de Kerry, donde principalmente operan las compañías Ryanair y AerArann. También se encuentra cerca el Aeropuerto de Cork. 
Además, la ciudad de Tralee posee su propio puerto, el Fenit Harbour. Su objetivo principal es prestar servicios portuarios de flota pesquera y dispone de instalaciones de manipulación de carga industrial. El puerto ofrece numerosos atraques para embarcaciones de casi todos los tamaños.

## La Rosa de Tralee
Si hay un acontecimiento especial e importante en Irlanda, es el que sucede cada agosto en la ciudad de Tralee, donde cada año y desde 1959 se elige a la Rosa de entre la comunidad irlandesa de todo el mundo. Las candidatas no solo deben poseer belleza física sino también otras cualidades, por lo que resulta ser algo más que un concurso de belleza, y su historia viene de antiguo. El Festival de Tralee incluye ferias, cabalgatas y conciertos y no es solo un acontecimiento social sino también uno muy popular, con dos programas de TV en la cadena nacional RTÉ que muestra las "cualidades" de las candidatas, cuya Rosa es elegida para representar la belleza nacional, o descendiente de ella.

## Clima
Las temperaturas más bajas se alcanzan en los meses de diciembre y enero, cuando las máximas apenas llegan a los 10 °C y las mínimas no bajan de los 5 °C, mientras que los veranos son muy suaves durante los meses de julio y agosto, con máximas de 18 °C y mínimas de 13 °C. En invierno la nieve no es frecuente, salvo en las cimas de las montañas del condado de Kerry, al suroeste, que sobrepasan los 1000 metros de altura. Es tradición subir al Carrantuohill, la cima más alta (1.040 metros), pero es importante informarse de las condiciones meteorológicas con anticipación, ya que ha habido accidentes a causa de bruscos cambios de tiempo. En las costas suroccidentales, batidas por temporales, hay paisajes de encanto. 
Cuando el director David Lean rodó allí en 1970 La hija de Ryan, el realizador contactó con el servicio meteorológico local para que le avisaran de la llegada de una potente borrasca que utilizó en unas arriesgadas escenas y que llegó a exasperar a su equipo: Estuvieron encerrados 12 días esperando que parase de llover para rodar un plano de 7 segundos.

## Educación
El Institute of Technology de Tralee (ITT) es el principal centro de enseñanza de tercer nivel situado en Tralee. Cuenta con dos campus: North Campus, situado en Dromtacker, y el South Campus, situado en Clash. Cuenta aproximadamente con unos 3500 estudiantes. Ofrece una amplia gama de cursos y programas como el Certificado Superior, Licenciaturas y programas de doctorado. El North Campus es uno de los edificios más futurísticos de Tralee. Está en servicio desde 1977.

## Turismo
Tralee es un importante destino turístico, donde se han invertido 55 millones de euros en los últimos años. 
La ciudad cuenta con excelentes instalaciones de alojamiento. Los hoteles de la zona están muy bien equipados con comodidades modernas. La ciudad también tiene algunos grandes restaurantes. Además, la ciudad también tiene algunos excelentes centros comerciales donde se pueden comprar hermosos recuerdos.
Tralee tiene buenas instalaciones deportivas. El Aquadome Tralee es una de las mayores y más modernas instalaciones de ocio con varias piscinas, cañones de agua, ríos y géiseres. Además la ciudad cuenta con un gran campo de golf. 
En la actualidad Tralee es una ciudad moderna que ha crecido a la par con la economía irlandesa durante los últimos años y ahora mismo es un bullicioso centro urbano. 
Tralee está rodeada por una abundancia de amenidades naturales como los bellos paisajes y magníficas playas para así poder disfrutar de muchas actividades al aire libre.
La eficaz gestión del tráfico y las excelentes instalaciones de aparcamiento han reducido la congestión del tráfico a lo más mínimo, así como la eliminación de los retrasos que suele producirse en las grandes ciudades.

## Pubs en Tralee
Irlanda es famosa por su cultura pub. En el centro de la ciudad de Tralee hay más de setenta pubs, algunos de ellos más bien tradicionales y otros de estilo más moderno. Pero todos ellos tienen algo en común: a la gente le gusta ir a estos lugares para conocer amigos y extraños y así tomar algunas bebidas juntos (principalmente cerveza), a menudo acompañada de música tradicional.
Al menos una vez hay que aprovechar la oportunidad y pasar algún tiempo en uno de los pubs, por lo que representa de hecho una parte muy importante del estilo de vida gaélico. 
Uno de los pubs más populares de Tralee es el  "Kirby's Inn Brogue" en la calle Russell, en el centro de la ciudad, el cual tiene una fachada de lo más popular.